# Finja kyrka
Finja kyrka är en kyrkobyggnad i Finja. Den är församlingskyrka i Tyringe församling i Lunds stift.

## Kyrkobyggnaden
Kyrkan är uppförd i romansk stil i mitten av 1100-talet. Kyrktornet tillkom något senare och försågs år 1664 med trappgavlar. Ett numera rivet vapenhus vid södra sidan tillkom på 1400-talet. Triumfbågen och ett sandstenskapitäl visar släktskap med detaljer i Lunds domkyrka som utförts av Mårten Stenmästare.
Inuti kyrkan finns kalkmålningar från 1140-talet, skapade av Finjamästaren. I koret finns en Kristusbild. På triumfbågen och långhusets vägg finns rester av bilder ur bibeln och helgonlegenderna. I golvet finns en gravsten från 1666 över paret Christian Willemson och Magdalen Pedersdater.

## Inventarier
Dopfunten i sandsten med palmettmotiv är samtida med kyrkan. Altaret är från 1500-talet, med baldakin och kolonner med rika träsniderier. Målningarna är däremot ersatta på 1700-talet. Från 1700-talets mitt är även predikstolen och dopfuntsbaldakinen.

## Orgel
- 1872 flyttades en orgel byggd 1848 från Nosaby kyrka hit med 10 stämmor, byggd av Johan Magnus Blomqvist.
- 1924 byggde Olof Hammarberg, Göteborg en orgel med 12 stämmor.
- Nuvarande orgel med 18 stämmor är levererad 1972 av Mårtenssons orgelfabrik AB, Lund. Den är mekanisk och har döljande disposition:

| Ryggpositiv I    | Svällverk II      | Pedal         | Koppel |
| Gedackt 8’       | Rörflöjt 8’       | Subbas 16’    | I/P    |
| Kvintadena 8’    | Blockflöjt 4’     | Principal 8’  | II/P   |
| Principal 4’     | Principal 2’      | Gedackt 8’    | II/I   |
| Flöjt 4’         | Kvinta 1 2⁄3’     | Kvintadena 2’ |        |
| Oktava 2’        | Scharff 2 ch      | Skalmeja 4'   |        |
| Sesqualtera 2 ch | Krumhorn 8’       |               |        |
| Mixtur 4 ch      | Tremulant         |               |        |
|                  | Crescendosvällare |               |        |